# Ialtris
Ialtris — рід змій родини полозових (Colubridae). Представники цього роду є ендеміками острова Гаїті.

## Види
Рід Ialtris нараховує 4 види:
- Ialtris agyrtes Schwartz & Rossman, 1976
- Ialtris dorsalis (Günther, 1858)
- Ialtris haetianus (Cochran, 1935)
- Ialtris parishi Cochran, 1932